# System samorządu w Izraelu
System samorządu w Izraelu, nazywany również "władzami lokalnymi" (hebr. רשות מקומית), jest prawno-administracyjnym samorządem wykonującym samodzielnie różne zadania z zakresu administracji publicznej (czasem również sądowniczej) na danym obszarze lub w określonym mieście w Izraelu.
Samorząd posiada osobowość prawną i odpowiada za takie zadania jak dostarczanie wody pitnej, pomoc w nagłych wypadkach, edukacja i kultura.
Izraelski samorząd lokalny dzieli się na trzy szczeble administracji:
- Rada Miejska - samorząd lokalny zarządzający dużym miastem,
- Samorząd lokalny - zarządza niewielkim miasteczkiem, które nie posiada prawa miasta,
- Samorząd regionu - zarządza grupą osiedli, najczęściej o charakterze rolniczym.

Osoby stojące na czele samorządów lub burmistrzów miast wybiera się na drodze demokratycznych wyborów samorządowych, wraz z jego współczłonkami komisji. Jeśli działalność rady zostanie zakłócona przez poważny kryzys finansowy, wówczas Minister spraw wewnętrznych może ją odwołać i wyznaczyć specjalne pełnomocnictwo do czasu normalizacji sytuacji.
Samorządy mogą podejmować liczne decyzje zmierzające do poprawy warunków życia mieszkańców. Dysponują funduszami przyznawanymi przez rząd.